# 盧安達盤唇鱨
盧安達盤唇鱨，為輻鰭魚綱鯰形目倒立鯰科的其中一種，分布於非洲盧安達及坦尚尼亞的Ruzizi河流域，體長可達5.8公分，被IUCN列為極危保育類動物。

## 扩展阅读
維基物種上的相關：盧安達盤唇鱨